# Vanessa González
Vanessa González Leal es una cantautora y actriz costarricense. Es reconocida por su trabajo en los géneros pop, balada, pop rock y música urbana. Saltó a la fama tras representar a Costa Rica en la segunda temporada del programa televisivo Latin American Idol. Desde entonces ha desarrollado una carrera como solista, con éxitos radiales como «Olvidarme de ti» y «No miro atrás», y ha participado como invitada en conciertos de artistas internacionales como Ricardo Montaner, Yuri y Pandora.

## Biografía

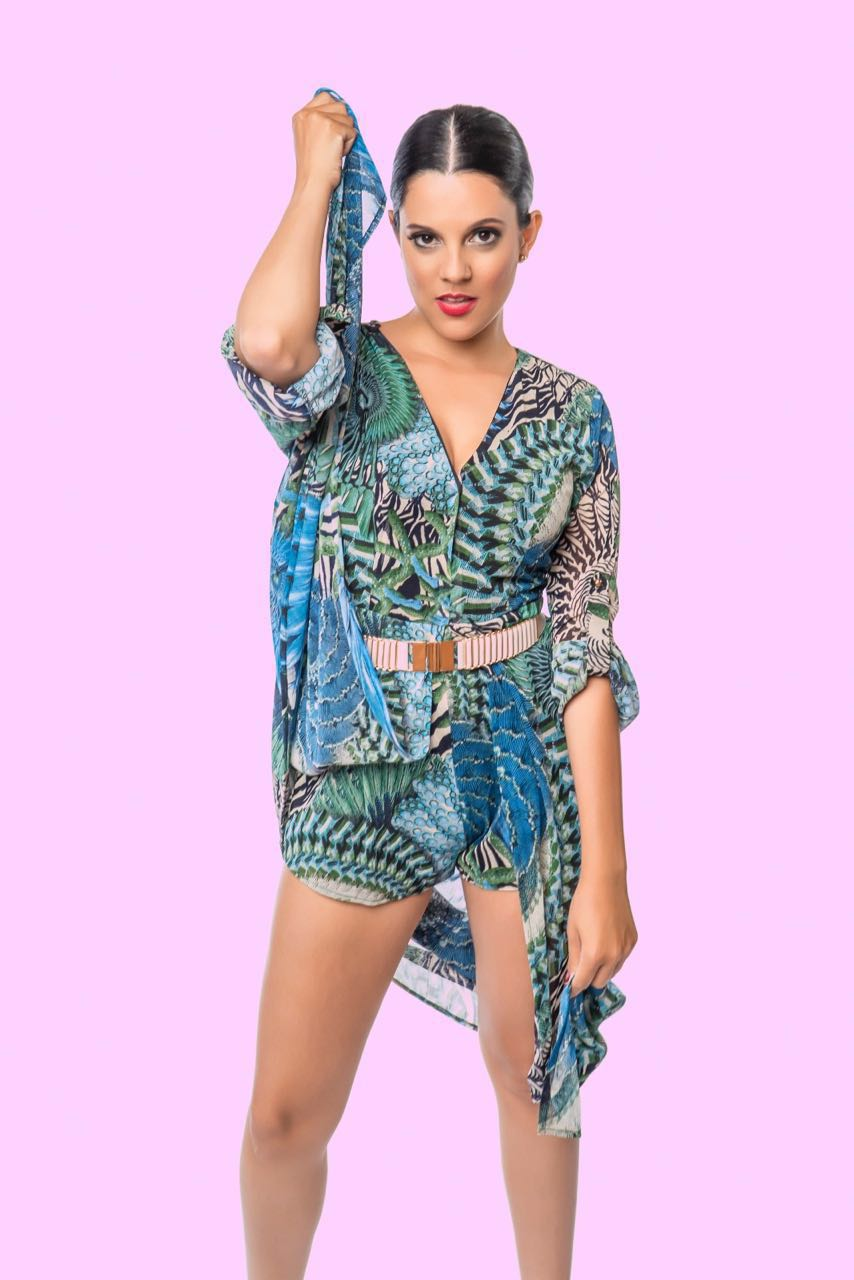
Foto del sencillo " No iré corriendo" de Vanessa González.

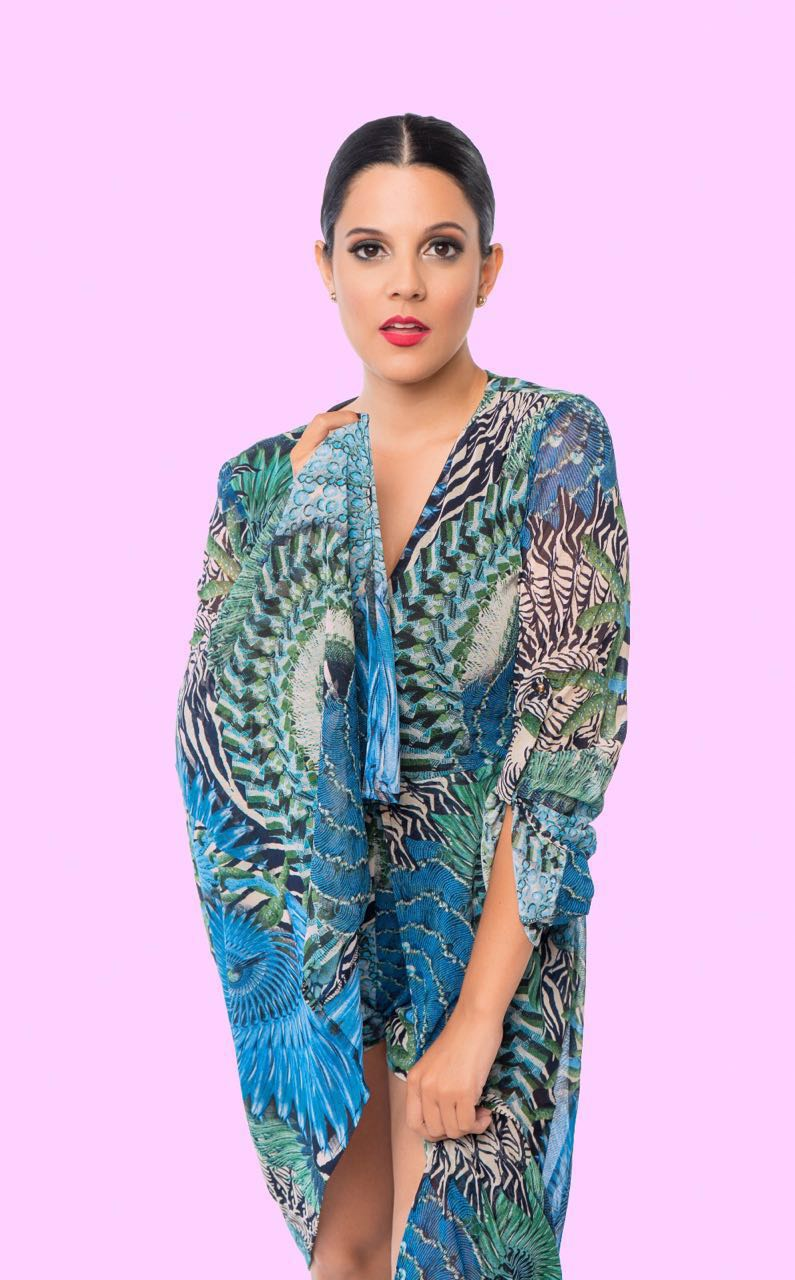
Foto 2 del sencillo " No iré corriendo" de Vanessa González.

### Primeros años y formación
Vanessa González nació en San José, Costa Rica. Hija de Jorge González Cordero e Iriabelle Leal Arrieta, creció en un entorno musical, ya que sus padres se conocieron en un coro universitario. Comenzó a cantar a los tres años y a los cuatro hizo su primera aparición televisiva en el programa infantil Recreo Grande de Televisora de Costa Rica.
Cursó la primaria y secundaria en el Colegio Calasanz, donde integró el coro institucional. También formó parte del coro infantil Angelus, con el cual cantó durante diez años. Estudió música desde los cinco años en la Universidad de Costa Rica, donde recibió clases de violín y guitarra. Posteriormente cursó estudios de arquitectura, los cuales completó antes de retomar su carrera artística como solista.

### Inicios musicales
Durante su juventud, participó en agrupaciones como Requeté, grabando jingles y canciones para radio y televisión. Fue invitada en álbumes de artistas costarricenses, como el saxofonista Geovanni Escalante, quien posee un récord Guinness en respiración continua.
En 2007 representó a Costa Rica en la segunda temporada de Latin American Idol. Aunque no logró ingresar al grupo de finalistas, su participación le otorgó proyección nacional. A partir de entonces colaboró con agrupaciones y artistas costarricenses como Porpartes, Escats y Arnoldo Castillo.

### Carrera como solista
En 2013 lanzó su primer sencillo como solista, «Olvidarme de ti», el cual alcanzó el primer lugar en la radio costarricense.
En 2014 presentó «No miro atrás», una canción de pop rock con tintes sarcásticos y optimistas. Su videoclip logró entrar en la programación del canal musical Ritmoson Latino.
En 2015 fue elegida para componer e interpretar «A tu lado», tema principal de La María, la primera telenovela producida en Costa Rica.
En 2016 lanzó «No iré corriendo» en versiones pop y balada. Un año después, incursionó en la música urbana con el sencillo «Rumba en mi piel», una fusión de calipso limonense con ritmos modernos.
En 2019 presentó «Decide por favor», una balada pop que aborda temas de empoderamiento femenino y relaciones tóxicas.
En 2020 compuso «Santa ya llegó», la canción oficial de la película navideña costarricense Mi papá es un Santa.

### Participación en televisión
En 2017 participó en el programa Tu cara me suena Costa Rica, producido por Teletica, donde imitó a varios artistas internacionales. Obtuvo el segundo lugar en la competencia.

### Presentaciones y colaboraciones destacadas
Ha sido artista invitada en conciertos de músicos internacionales como Depeche Mode, Ricardo Montaner, Yuri, Pandora, Ednita Nazario, Pedro Capó, Obie Bermúdez, María Conchita Alonso, Myriam Hernández, Braulio y Manuel Carrasco, entre otros.

## Discografía

### Sencillos
- 2013: «Olvidarme de ti»
- 2014: «No miro atrás»
- 2015: «A tu lado»
- 2016: «No iré corriendo»
- 2017: «Rumba en mi piel»
- 2019: «Decide por favor»
- 2020: «Santa ya llegó»
- 2022: «Qué pena, pero qué rico»